# Isabel (Leyte)
Isabel ist eine philippinische Stadtgemeinde in der Provinz Leyte auf der Insel Leyte. Sie hat 46.915 Einwohner (Zensus 1. August 2015), die in 24 Barangays leben. Die Gemeinde wird als teilweise urban beschrieben und gehört zur ersten Einkommensklasse der Gemeinden auf den Philippinen. Ihre Nachbargemeinden sind Palompon im Norden, Merida im Osten. Im Westen grenzt die Gemeinde an die Camotes-See. 
In der Gemeinde befindet sich ein Campus der Visayas State University.

## Baranggays
| - Anislag - Antipolo - Apale - Bantigue - Binog - Bilwang - Can-andan - Cangag - Consolacion - Honan - Libertad - Mahayag | - Marvel (Pob.) - Matlang - Monte Alegre - Puting Bato - San Francisco - San Roque - Santa Cruz Relocation - Santo Niño (Pob.) - Santo Rosario - Tabunok - Tolingon - Tubod |